# Oakland (Nebraska)
Pour les articles homonymes, voir Oakland.
La ville d’Oakland est située dans le comté de Burt, dans l’État du Nebraska, aux États-Unis. Sa population s’élevait à 1 244 habitants lors du recensement de 2010, estimée à 1 192 habitants en 2016.

## Démographie
| Groupe            | Oakland | Nebraska | États-Unis |
| ----------------- | ------- | -------- | ---------- |
| Blancs            | 96,0    | 86,1     | 72,4       |
| Métis             | 1,4     | 2,2      | 2,9        |
| Amérindiens       | 1,3     | 1,0      | 0,9        |
| Asiatiques        | 0,9     | 1,8      | 4,8        |
| Afro-Américains   | 0,5     | 4,5      | 12,6       |
| Autres            | 0       | 4,4      | 6,4        |
| Total             | 100     | 100      | 100        |
|                   |         |          |            |
| Latino-Américains | 0,6     | 9,2      | 16,7       |

Selon l'American Community Survey, pour la période 2011-2015, 99,19 % de la population âgée de plus de 5 ans déclare parler l'anglais à la maison, 0,48 % déclare parler le polonais et 0,32 % l'allemand.